# Guy Theunis
Guy Theunis (1 juli 1945) is een Belgische priester en lid van de Congregatie van Witte Paters van Afrika. Hij werd in 2005 in Rwanda gearresteerd en beschuldigd van aanzetten tot genocide, maar na aan België te zijn uitgeleverd, werd die beschuldiging zonder gevolg geseponeerd.

## Levensloop
Guy Theunis, in 1969 tot priester gewijd, was van september 1970 tot in 1994 missionaris in Rwanda. Hij stond bekend als iemand die zich sterk maakte voor mensenrechten en voor de dialoog tussen de verschillende etnische groepen. 
Vanaf 1989 hield hij zich vooral bezig met journalistiek werk. Hij was medeoprichter van de mensenrechtenorganisatie ADL, die kritische rapporten schreef over de toenmalige Rwandese regering. Hij is de oprichter van Pax Christi Rwanda. 
Na zijn terugkomst in België richtte Theunis de radiozender Amahoro ("Vrede") op. Ook organiseerde hij in opdracht van de Witte Paters wereldwijd bijeenkomsten over vrede en geweldloosheid. Na een bijeenkomst in Oost-Congo-Kinshasa werd hij in september 2005 op het vliegveld van Kigali gearresteerd op verdenking van het aanzetten tot genocide tijdens de Rwandese Genocide van 1994. Theunis dreigde hiervoor de doodstraf te krijgen. Anderen meenden dat Theunis was opgepakt vanwege zijn kritiek op het regime van Rwanda.
Na druk vanuit België en vanwege Reporters sans Frontières werd Theunis in november 2005 uitgeleverd aan België. In België stelde het federaal parket een gerechtelijk onderzoek in, maar door zijn uitlevering ontliep hij alvast de doodstraf. Na een onderzoek werd de zaak zonder gevolg geklasseerd. De Rwandeze president zei in een interview einde 2005 bewijzen te hebben over de betrokkenheid van Theunis bij de genocide .
Theunis werd door Pax Christi rond 2007 naar Jeruzalem gestuurd, hoewel het onderzoek tegen hem toen nog liep. Hij doceerde er over vernieuwde Bijbelkennis.
In 2006 ontving hij uit handen van bisschop Luc Van Looy de Vredesprijs van Kerk en Leven.

## Publicatie
- Mes 75 jours de prison à Kigali, Parijs, Uitg. Karthala, 2012, ISBN 978-2-8111-0584-6.